# Coloration de Papanicolaou
 (juillet 2012).
Si vous disposez d'ouvrages ou d'articles de référence ou si vous connaissez des sites web de qualité traitant du thème abordé ici, merci de compléter l'article en donnant les références utiles à sa vérifiabilité et en les liant à la section « Notes et références ».

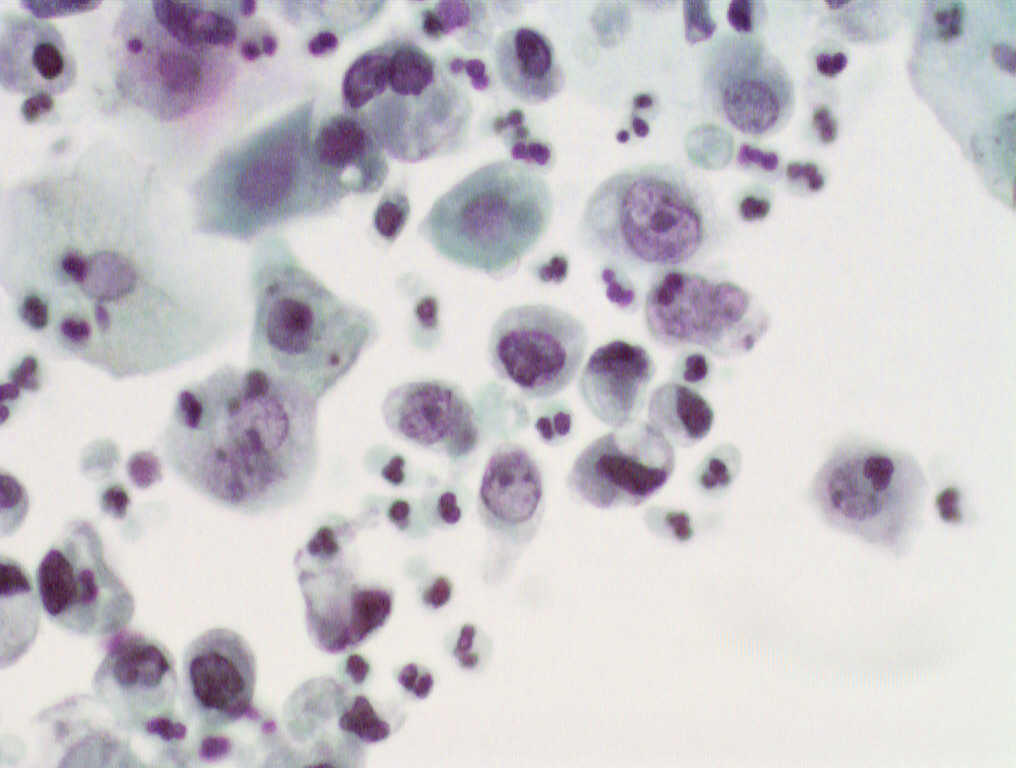
Coloration de Papanicolaou révélant un carcinome des voies urinaires. Examen cytologique d'un prélèvement d'urines.

La coloration de Papanicolaou est une coloration utilisée en cytologie, en anatomo-pathologie, notamment en gynécologie.  Elle permet de différencier les cellules en fonction de leur maturité et de leur activité métabolique.
C’est la coloration de référence  pour détecter la présence anormale de cellules dans le cervix utérin dans le cadre du diagnostic précoce du cancer du col utérin.
Elle est également utilisée pour l'étude morphologique des spermatozoïdes.

## Principe
Le colorant de Papanicolaou est composé de trois colorants :
- L’hématoxyline de Harris: colore les noyaux des cellules grâce à son affinité avec l’ADN.
- L’orange G (OG 6): réagit avec les cellules squameuses matures de par son affinité avec la kératine.
- L’éosine-azur (EA 50): réagit avec le cytoplasme des cellules squameuses non matures (cellules basales et intermédiaires) ainsi qu’avec les cellules glandulaires et les hématies.
- Le vert Lumière SF: colore en bleu le cytoplasme des cellules métaboliquement actives.
- Le brun de Bismarck (optionnel)

## Méthode

### Méthode progressive
Le noyau est coloré à l'hématoxyline jusqu'à l'intensité désirée. L'intensité de la coloration nucléaire est contrôlée par l'immersion de l'échantillon dans un agent bleuissant.

### Méthode régressive
Dans la méthode régressive, le noyau est délibérément sur-teint avec une hématoxyline non acidifiée. l'excès de colorant est enlevé avec une solution aqueuse acide.

## Résultats
- Les noyaux des cellules est coloré en bleu/noir.
- Les cytoplasmes des cellules kératinisées est en rose/orange transparent (dépend de la concentration d’éthanol dans la coloration).
- Les cytoplasmes des cellules non kératinisées est en bleu/vert transparent.
- Les hématies sont en rouge[1].

## Interprétation dans le cadre d'un frottis vaginal

### Résultats normaux
En l'absence de cellules anormales observées ou si on observe uniquement des modifications bénignes, le résultat du test est normal.
Ces modifications bénignes peuvent provenir  d’une inflammation ou d’une irritation normale du col de l'utérus.

### Résultats anormaux
- Atypie cellulaire de signification indéterminée (ASCUS, AGUS).
- Lésions malpighiennes intra-épithéliales de bas grade (LSIL) ou néoplasie intra-épithéliale cervicale (CIN) 1. Ces modifications cellulaires sont modérées, subtiles et la plupart disparaissent sans traitement.
- Lésions malpighiennes intra-épithéliales de haut grade (HSIL) or CIN 2 ou 3. Modifications cellulaires modérées et graves nécessitant un examen supplémentaire ou un traitement.
- Carcinome.

## Limites
- Sensibilité modérée à faible: Taux élevé de résultats de test faux-négatifs.
- Dépendante du jugement de l'évaluateur.
- Nécessite une infrastructure complexe.
- Les résultats ne sont pas disponibles immédiatement.
- Susceptible d’être moins exact chez la femme ménopausée[4].